# フォリーニョの聖母
『フォリーニョの聖母』（フォリーニョのせいぼ、伊: Madonna di Foligno、英: Madonna of Foligno）は、イタリア・盛期ルネサンスの巨匠ラファエロが1511-1512年ごろに制作した絵画である。画家の数多い聖母子像は、深い宗教的意味を込めながらも、現実的なものが多いが、本作の聖母子は雲に乗って、空中に浮遊している点で、神秘的な性格を持っている。作品は油彩で板上に描かれたが、後にキャンバスに移転された際、非常な損傷を受けた。現在、ヴァチカン美術館内の絵画館に所蔵されている。

## 歴史
絵画は、ローマ教皇ユリウス2世の侍従シジスモンド・デ・コンティにより死の直前にラファエロに委嘱された。ローマのカンピドリオの丘にあるサンタ・マリア・イン・アラチェーリ教会の高祭壇用に制作され、1512年、シジスモンドはこの教会に埋葬された。
作品は、1565年にシジスモンドの末裔のアンナ・コンティによりフォリーニョの聖アンナ修道院に移され、2世紀以上そこに留まったため、現在の作品の名となっている。
本作は、1799年にナポレオンがパリに移すよう命じた作品のうちの1つとなった。1802年、パリでフランソワ＝トゥッサン・アカン (François-Toussaint Hacquin) により板からキャンバスに移転され、ハイデルベルクのマティアス・バルテレミー・ルーザー (Mathias Barthélémy Röser) により修復された。彼によってメモが作成され、それには、「『フォリーニョの聖母』の名で知られるラファエロの絵画の修復に関する市民ギジョン・ヴァンサン・タネ (Guijon Vincent Tannay) とベルトレ (Berthollet) による報告書」と記されている。
1815年のワーテルローの戦いの後の1816年に、絵画は教皇領に返還され、ヴァチカンの絵画館に収蔵された。やはりラファエロの手になる『キリストの変容』と同じ部屋に展示された。

## 作品

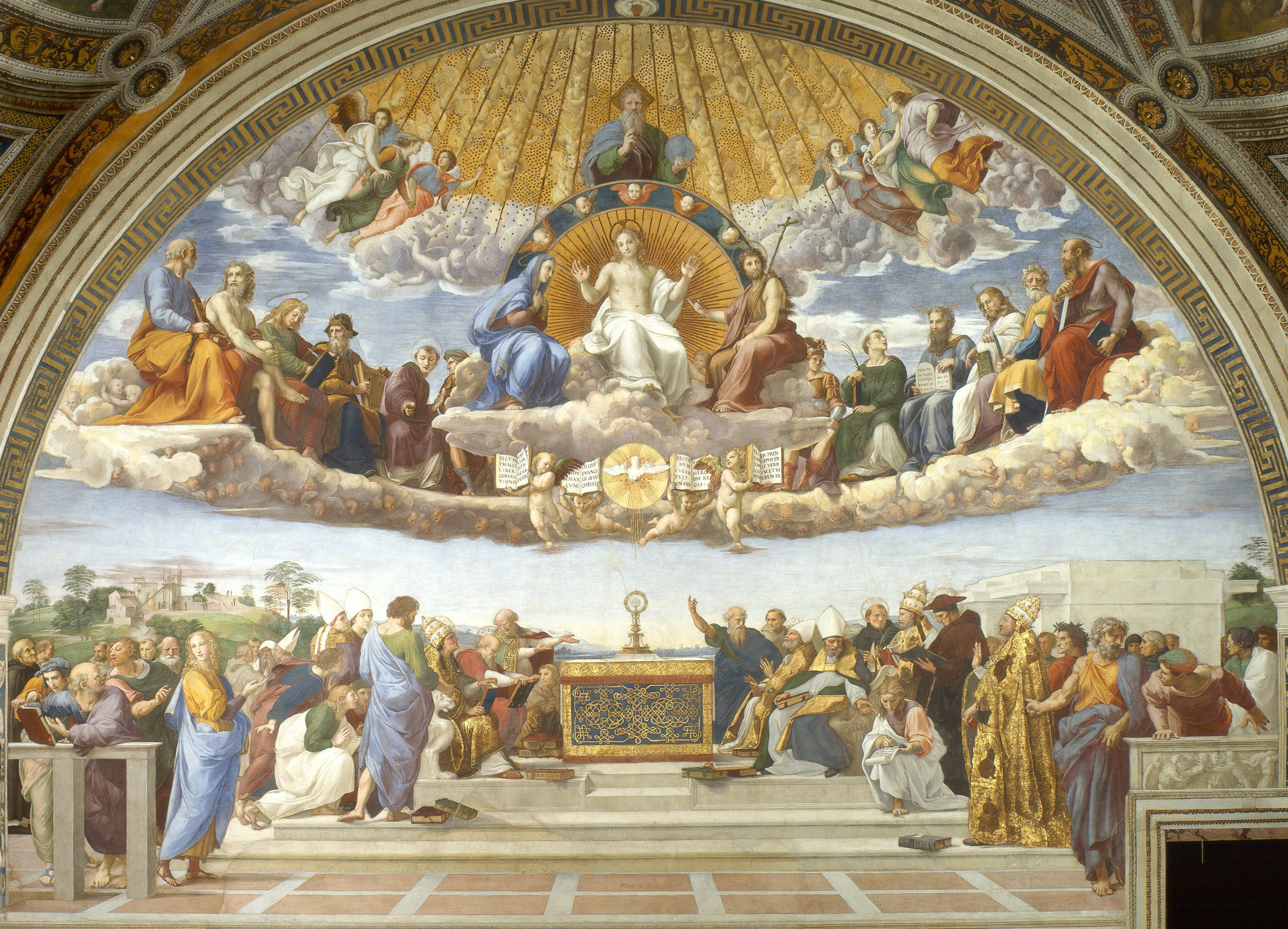
ラファエロ『聖体の論議』 (1509年–1510年) ヴァチカン宮殿、ラファエロの間

本作はラファエロのローマ時代に描かれ、構図、色彩、形体に見られるように画家の芸術的成熟を証明している。作品の構図は、大胆に上下分割されている部分を身振りによって結び付けている点で、『聖体の論議』 (ヴァチカン宮殿) と同じである。本作でも円環状の形を構図の中で用いている。ラファエロは、聖母マリアを大きい円光を背景にして、大胆なコントラポストで描いている。洗礼者ヨハネ、アッシジの聖フランチェスコ、聖ヒエロニムスと寄進者シジスモンドの頭部は、画面の中で大きい半円を形作るように配置されている。
絵画は「聖会話」で、聖人たちは会話をしているようであり、鑑賞者を彼らの会話に引き込んでいる。ウンブリア、またはフィレンツェ式に天蓋の下に座るのではなく 、聖母マリアは幼子イエス・キリストを抱いて、雲の上に座り、天使たちに囲まれている。聖母子のポーズについては、レオナルド・ダ・ヴィンチの『東方三博士の礼拝』 (ウフィツィ美術館) の影響が指摘されている。
聖母子と聖人たちは、毛皮の縁取りのある赤い外套を纏ったシジスモンド・デ・コンティを見下ろしている。シジスモンドは伝統的な寄進者のポーズをして、横向きに手を合わせている。彼は、ライオンとともに右側にいる聖ヒエロニムスにより聖母に紹介され、彼女の庇護を希求している。左側には聖フランチェスコと、毛衣を着て立っている洗礼者聖ヨハネがいる。ヨハネはキリストのほうを指し示しつつ、明らかに鑑賞者のほうを見、鑑賞者を場面に引き込んでいる。一方、聖フランチェスコは鑑賞者のほうを指さしながら、幼子イエスを見つめている。左右の聖人たちの間には翼の生えた天使が銘板を持って地上に立っているが、それはアンドレア・マンテーニャのフレスコ画にあったモティーフである。彼は地上の聖人たちを天上の天使たちに結びつけており、彼のおかげで現実世界と非現実世界の境界が取り除かれている。人物たちの背後にはフォリーニョの塔がある。フォリーニョの町を覆う半円は虹に違いない。
背景を占める素晴らしい風景は、何事かを暗示しているのであるが、その意味は定かではない。画面に火の玉として描かれているのは、シジスモンドの家に落ちた隕石、あるいは落雷であるという説がある。また、シジスモンドがこの絵画を委嘱したのは、彼の故郷の町であるフォリーニョの包囲中に彼の傍で爆発した砲弾を生き延びたことを記念するためであったという説もある。いずれにしても、彼は自身が助かったことを天の計らいによるものだと考えた。
天使は何も書かれていない銘板を持っているが、そこには彼が助かった奇跡の説明が書かれていたはずである。歴史家のマッシモ・ポリドーロ (Massimo Polidoro) によれば、シジスモンドは板上にラファエロに聖母への感謝の言葉を書いてもらいたかったものの、その前に彼が死んだため、何も書かれていないということである。いずれにしても、聖母への感謝を想起させるものであったと思われる。
ポリドーロによれば、火の玉の描かれている本作は、UFOの墜落の証拠としてUFOサイトに使用されているが、そのUFOの説明は、「21世紀のヨーロッパ人の目で別の文化を再解釈しようとするもの」にほかならない。